# أنسا رمزي
أنسا رمزي (بالإنجليزية: Anessa Ramsey)‏ هي ممثلة ومنتجة أمريكية.

## وصلات خارجية
- أنسا رمزي على موقع IMDb (الإنجليزية)
- أنسا رمزي على موقع ألو سيني (الفرنسية)
- أنسا رمزي على موقع أول موفي (الإنجليزية)
- أنسا رمزي على موقع قاعدة بيانات الفيلم (الإنجليزية)
- أنسا رمزي على موقع كينوبويسك (الروسية)